# Elia Kazan
Elia Kazan, född Elia Kazanjoglou den 7 september 1909 i Konstantinopel i Osmanska riket, död 28 september 2003 i New York i New York, var en amerikansk filmregissör av grekiskt ursprung.

## Biografi
Elia Kazan kom med sina grekiska föräldrar som barn från Istanbul till USA och studerade i två år vid Yale Universitys dramaavdelning, innan han sökte sig till New York. Där började han mitt under 1930-talets depression som skådespelare och senare regissör i den lilla The Group Theatre. Där lärde han också känna Lee Strasberg, med vilken han utvecklade den kända naturalistiska metodskådespeleri-tekniken, som ledde till deras grundande av den legendariska Actors Studio i New York. Som teaterregissör fick han på Group Theatre sitt genombrott med Thornton Wilders The Skin of Our Teeth 1942. Tre år senare debuterade han som långfilmsregissör med Det växte ett träd i Brooklyn. Han vidareutvecklade sitt kända samhällsengagerade, realistiska filmspråk i till exempel Tyst överenskommelse (1947), som belönades med ett flertal Oscars, bland annat för "Bästa regi".
På Broadway regisserade han parallellt bland annat urpremiärerna på blivande klassiker som Tennessee Williams Linje Lusta (1947) och Arthur Millers En handelsresandes död (1949). Han introducerade nya filmstjärnor i ett antal sedermera filmklassiker som Marlon Brando i Linje Lusta (1951) och Storstadshamn (1953), James Dean i John Steinbecks Öster om Eden (1955) och Warren Beatty i Feber i blodet (1961). 
Trots sitt sociala engagemang i sina produktioner blev han illa omtyckt hos många för att i förhör motvilligt ha valt att peka ut påstådda kommunismsympatisörer inför House Un-American Activities Committee 1952. Vid Oscarsgalan 1999 fick han en hedersstatyett, men flera skådespelare satt ner i protest mot denna tidigare handling.
Han var farfar till skådespelaren Zoe Kazan.

## Filmografi (urval)
- 1945 – Det växte ett träd i Brooklyn
- 1947 – Prärie
- 1947 – Tyst överenskommelse (Oscar för bästa regi)
- 1949 – En droppe negerblod
- 1950 – Panik på öppen gata
- 1951 – Linje Lusta
- 1952 – Viva Zapata!
- 1954 – Storstadshamn (Oscar för bästa regi)
- 1955 – Öster om Eden
- 1956 – Baby Doll
- 1957 – Ett ansikte i mängden
- 1961 – Feber i blodet
- 1963 – Amerika, Amerika

## Teaterregi
| År   | Produktion             | Upphovsmän         | Teater                                                    |
| ---- | ---------------------- | ------------------ | --------------------------------------------------------- |
| 1947 | Linje Lusta            | Tennessee Williams | Schubert New Haven, Connecticut / Philadelphia / New York |
| 1948 | Sundown Beach          | Bessie Breuer      | Belasco Theatre, New York, USA                            |
| 1949 | En handelsresandes död | Arthur Miller      | Morosco Theatre, New York                                 |
| 1958 | J.B.                   | Archibald MacLeish | ANTA Playhouse, New York, USA                             |
| 1964 | Efter syndafallet      | Arthur Miller      | ANTA Washington Square Theatre, New York, USA             |